# Paul Aubry (homme politique)
Pour les articles homonymes, voir Paul Aubry et Aubry.
Paul Aubry, né le 14 février 1902 à Chaumont (Haute-Marne) et mort le 2 juin 1998 dans cette même ville, est un homme politique français.

## Biographie
Fils d'un négociant en vins, Paul Aubry suit des études secondaires à Chaumont, puis va en faculté à Dijon, puis Paris. Fonctionnaire à la préfecture de Haute-Marne, il y suit une carrière qu'il achève comme chef de division.
Membre du Parti radical, président de sa fédération départementale, il figure en seconde position, en 1951, sur la liste menée par Jean Masson dans ce département pour les législatives. Du fait des apparentements, il est élu député.
En 1954, il s'illustre par un soutien sans faille à Pierre Mendès France et à la politique menée par son gouvernement. De nouveau candidat, dans les mêmes conditions, en 1956, il ne retrouve pas son siège de député, et s'éloigne de la vie politique.
Directeur d'hôpital, puis administrateur de biens, il est aussi auteur de romans policiers.